# Fort George (Highland)
Fort George (gælisk: Dùn Deòrsa eller An Gearastan, sidstnævnte oversættes til "garnisionen"), er en stor fæstning fra 1700-tallet nær Ardersier, nordøst for Inverness i Highland-området i Skotland. Det blev opført for at kontrollere det skotske højland efter jakobitteroprøret i 1745, hvor det erstattede et Fort George i Inverness, der blev opført efter jakobitteroprøret i 1715 for at kontrollere området, men var faldet til jakobitterne i 1745. Den nuværende fæstning er aldrig blevet angrebet, men den er fortsat en aktiv garnison.
Fort George er baseret på en stjerneform og er stort set uændret siden opførelsen. Det er i dag åbent for besøgende, og har bl.a. udstillinger og faksimiler, der viser fortets brug i forskellige perioder, men det fungere fortsat som en del af British Armys kaserner.